# (16252) Franfrost
(16252) Franfrost (2000 HQ51) – planetoida z pasa głównego asteroid okrążająca Słońce w ciągu 3,86 lat w średniej odległości 2,46 j.a. Odkryta 29 kwietnia 2000 roku.